# Santa Llúcia de Prats de Molló
Santa Llúcia de Prats de Molló és una antiga capella, ara desafectada i convertida en fonda i habitatge particular de la vila de Prats de Molló, a la comuna de Prats de Molló i la Presta, de la comarca del Vallespir (Catalunya del Nord).
Està situada a la dreta del Tec, davant per davant de la vila de Prats de Molló. Dona nom al petit barri que es va formar a l'entorn seu.